# ハンス・アイスラー賞
ハンス・アイスラー賞（独：Hanns-Eisler-Preis）は、作曲家のハンス・アイスラーにちなんで名づけられた旧ドイツ民主共和国（東ドイツ）の音楽賞である。1968年7月6日のアイスラー生誕70年の誕生日に設立された。DDRラジオ放送局の第一放送局が協賛し、東ドイツ芸術アカデミーと東ドイツ作曲家・音楽家協会により受賞者が選出され、ライプツィヒの旧市庁舎で授与されていた。賞金は政府から1万マルクが贈られた。
1990年のドイツ再統一による東ドイツの消滅に伴い、翌1991年をもって廃止された。

## 規定
規定によれば「ハンス・アイスラー賞は東ドイツの社会主義的な音楽文化への顕著な貢献となる新作の作曲および音楽学上の研究のために授与される」のであり、優秀な作品（作曲のカテゴリー）や音楽学上の研究（1971年からは「科学的な業績」にカテゴライズされた）であれば、一作品に留まらず受賞することができた。 作曲カテゴリーでの受賞作は、特別な演奏会でお披露目された。

## 受賞者 (1968年–1991年)
ラジオDDR 2からの授与:
- 1968年: ペーター・ドーン、ゲルハルト・ローゼンフェルド、ルース・ゼクリン[2]
- 1969年: ジークフリート・マテュス、ヴォルフガング・シュトラウス[3]
- 1970年: ゲルハルト・ローゼンフェルド[4]
- 1971年: ユルゲン・エルスナー、インゲ・ランメル[5]
- 1972年: ゲルハルト・ティッテル、ペーター・ウィッケ[6]、ウド・ジマーマン[7]
- 1973年: フリードリヒ・ゴールドマン、ライナー・クナード、ハンス・ヨアヒム・シュルツェ、ウド・ジマーマン[8]
- 1974年: 受賞なし
- 1975年: フランク=フォルカー・アイヒホルン、ウィンフリート・ヘンチ、フリードリヒ・シェンカー[9]
- 1976年: ウィリー・フォッケ[10]
- 1977年: マンフレッド・シューベルト、マンフレッド・ヴァイス[11]
- 1978年: パウル＝ハインツ・ディートリヒ[12]、トーマス・ベトガー（表彰: ヨアヒム・グルーナー[13]、ベルト・ポールハイム）
- 1979年: マンフレッド・グラブス、ペーター・ハーマン、バート・ポールハイム、ギゼラ・シュタイネケルト[14]
- 1980年: ヴィルフリート・クレッツシュマー、ギュンター・ノイベルト、H・ヨハネス・ヴァルマン[15]
- 1981年: トーマス・エーリヒト、ベルント・フランケ、ハインツ・ヴァイツェンドルフ[16]
- 1982年: ゲルト・ドムハルト、トーマス・ヘルテル[17]
- 1983年: ライナー・ベーム、ライナー・デンネヴィッツ、ハンス＝ペーター・ヤノック[18]
- 1984年: ラルフ・ホイヤー、バークハルト・マイヤー、ラインハルト・プフント、クルト・ディートマー・リヒター[19]
- 1985年: ギュンター・マイヤー[20]（表彰: ラインハルト・ヴォルシナ[21]、ヘルムート・ツァップ）
- 1986年: ゴットフリート・グロクナー、フリッツ・ヘネンバーグ、ラインハルト・プファント[22]
- 1987年: ウォルター・トーマス・ハイン、ヘルムート・ツァップ[23]
- 1988年: ラインハルト・ヴォルシナ[21]、オーラフ・クレーガー（表彰: ジークフリート・ヴィッツマン）
- 1989年: ヨハネス・バッド、シュテッフェン・シュライエルマッハー[24]、フランク・シュナイダー（表彰: ルッツ・グランディーン、ハルトムート・ウォールボーン）

ドイツ文化放送局からの授与:
- 1990年: クリスチャン・ミュンヒ、ヘルムート・オーリング、アネット・シュルンツ[25]
- 1991年: クラウス・マルティン・コピッツ、デヴィッド・シトロン、ハンス・トゥチュク